# Gerónimo Rulli
Gerónimo Rulli (n. 20 mai 1992) este un fotbalist argentinian care evoluează pe postul de portar la echipa din Ligue 1, Olympique Marseille.

## Statistici carieră

### Club
La 29 august 2017.
| Club          | Sezon         | Campionat        | Campionat | Campionat | Cupă    | Cupă   | Continental | Continental | Altele  | Altele | Total   | Total  |
| Club          | Sezon         | Divizie          | Meciuri   | Goluri    | Meciuri | Goluri | Meciuri     | Goluri      | Meciuri | Goluri | Meciuri | Goluri |
| ------------- | ------------- | ---------------- | --------- | --------- | ------- | ------ | ----------- | ----------- | ------- | ------ | ------- | ------ |
| Estudiantes   | 2011–12       | Primera División | 0         | 0         | 0       | 0      | 0           | 0           | 0       | 0      | 0       | 0      |
| Estudiantes   | 2012–13       | Primera División | 12        | 0         | 3       | 0      | 0           | 0           | 0       | 0      | 15      | 0      |
| Estudiantes   | 2013–14       | Primera División | 38        | 0         | 0       | 0      | 0           | 0           | 0       | 0      | 38      | 0      |
| Estudiantes   | Subtotal      | Subtotal         | 50        | 0         | 3       | 0      | 0           | 0           | 0       | 0      | 53      | 0      |
| Real Sociedad | 2014–15       | La Liga          | 22        | 0         | 3       | 0      | 1           | 0           | 0       | 0      | 26      | 0      |
| Real Sociedad | 2015–16       | La Liga          | 36        | 0         | 1       | 0      | 0           | 0           | 0       | 0      | 37      | 0      |
| Real Sociedad | 2016–17       | La Liga          | 38        | 0         | 6       | 0      | 0           | 0           | 0       | 0      | 44      | 0      |
| Subtotal      | Subtotal      | Subtotal         | 96        | 0         | 13      | 0      | 1           | 0           | 0       | 0      | 107     | 0      |
| Total carieră | Total carieră | Total carieră    | 146       | 0         | 23      | 0      | 1           | 0           | 0       | 0      | 160     | 0      |